# 2002年全豪オープン
2002年 全豪オープン（2002ねんぜんごうオープン、Australian Open 2002）は、オーストラリア・メルボルンにある「メルボルン・パーク・ナショナルテニスセンター」にて、2002年1月14日から27日にかけて開催された。

## シニア

### 男子シングルス
トーマス・ヨハンソン def.  マラト・サフィン, 3–6, 6–4, 6–4, 7–6(4)
- ヨハンソンは、スウェーデンの男子テニス選手として1988年のマッツ・ビランデル以来14年ぶりの全豪オープン優勝を達成。スウェーデンの選手による4大大会シングルス優勝も、1992年全米オープンで優勝したステファン・エドベリ以来10年ぶり。

### 女子シングルス
ジェニファー・カプリアティ def.  マルチナ・ヒンギス, 4–6, 7–6(7), 6–2
- カプリアティは大会2連覇である。

### 男子ダブルス
マーク・ノールズ /  ダニエル・ネスター def.  ファブリス・サントロ /  ミカエル・ロドラ, 7–6, 6–3

### 女子ダブルス
マルチナ・ヒンギス /  アンナ・クルニコワ def.  アランチャ・サンチェス・ビカリオ /  ダニエラ・ハンチュコバ, 6–2, 6–7, 6–1

### 混合ダブルス
ダニエラ・ハンチュコバ /  ケビン・ウリエット def.  パオラ・スアレス /  ガストン・エトリス, 6–3, 6–2

## ジュニア

### 男子シングルス
Clément Morel def.  トッド・リード, 6–4, 6–4

### 女子シングルス
バルボラ・ストリコバ def.  マリア・シャラポワ, 6–0, 7–5

### 男子ダブルス
ライアン・ヘンリー /  トッド・リード def.  フロリン・メルゲア /  ホリア・テカウ, 不戦勝

### 女子ダブルス
ヒセラ・ドゥルコ /  アンジェリク・ウィジャヤ def.  スベトラーナ・クズネツォワ /  マテア・メザック, 6-2, 5-7, 6-4